# Amtsbezirk Mondsee
Der Amtsbezirk Mondsee  war eine Verwaltungseinheit im Hausruckkreis in Oberösterreich.
Der Amtsbezirk war der Kreisbehörde in Wels unterstellt und besorgte deren Amtsgeschäfte vor Ort. Die Zuständigkeit erstreckte sich neben Mondsee auf die damaligen Gemeinden Innerschwandt, St. Laurenz, Mondsee, Oberaschau, Oberhofen, Oberwang, Tiefgraben, Unterach und Zell am Moos und umfasste damals einen Markt und 18 Dörfer.